# محمد الحليلي
محمد عبد العزيز الحليلي هو لاعب كرة قدم سعودى يلعب في نادي مضر.

## مسيرة اللاعب
تدرج في الفئات السنية بنادي الخليج و بعدها لعب مع نادي الحجاز ونادي الساحل ونادي الشرق ونادي بيشة ونادي النهضة ونادي الكوكب ونادي الزلفي ونادي مضر.